# Harding (Manitoba)
Pour les articles homonymes, voir Harding.
Harding est une communauté non incorporée du Manitoba située dans l'ouest de la province et faisant partie de la municipalité rurale de Woodworth. Chaque année les gens d'allentours s'y rendent pour la foire estivale. 

## Référence
- Profil de la municipalité de Woodworth - Statistiques Canada
- (en) Profil de la communauté